# Hebei Airlines
Hebei Airlines — авиакомпания Китая со штаб-квартирой в городе Шицзячжуан (провинция Хэбэй), работающая в сфере регулярных пассажирских перевозок на внутренних авиалиниях страны. Образовалась в 2010 году путём ребрендинга авиакомпании Northeast Airlines
Портом приписки перевозчика и его главным транзитным узлом (хабом) является Шицзячжуанский международный аэропорт Чжэндин.

## История
Авиакомпания начала операционную деятельность 29 июня 2010 года, реорганизовавшись из другого авиаперевозчика Northeast Airlines.

## Флот

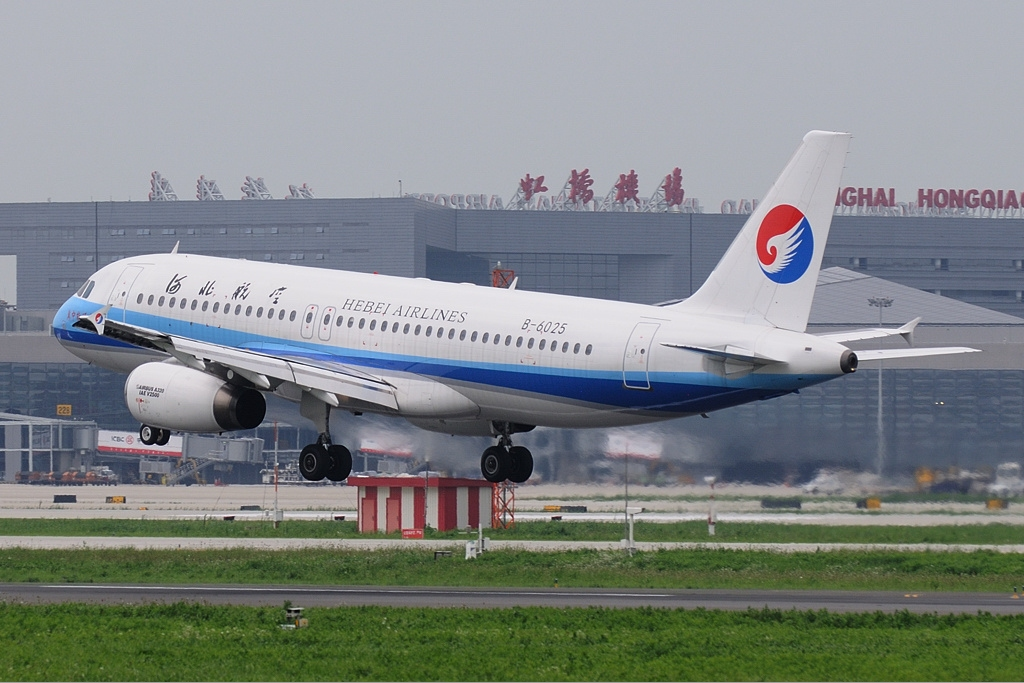
Airbus A320 авиакомпании Hebei Airlines

В ноябре 2015 года воздушный флот авиакомпании Hebei Airlines составляли следующие самолёты: